# Zołotucha (obwód lipiecki)
Zołotucha (ros. Золотуха) – wieś (sieło) w Rosji, w obwodzie lipieckim, w rejonie lew-tołstowskim. W 2010 liczyła 750 mieszkańców.